# 寡斑緋鯉
寡斑緋鯉為輻鰭魚綱鱸形目鱸亞目鬚鯛科的其中一種，分布在西印度洋的波斯灣海域，棲息深度可達13公尺，體長可達17公分，生活在礁石區，屬肉食性。